# بيت العريض (العدين)

تعديل مصدري - تعديل

بيت العريض محلة تابعة لقرية المكاربة، التابعة لعزلة الوادي بمديرية العدين إحدى مديريات محافظة إب في الجمهورية اليمنية.، بلغ تعداد سكانها 79 حسب تعداد اليمن لعام 2004.